# 溝口派一刀流
溝口派一刀流（みぞぐちはいっとうりゅう）は、日本の剣術の流派。一刀流の分派の一つ。一刀流溝口派（いっとうりゅうみぞぐちは）とも呼ぶ。

## 概要
現存する溝口派には会津藩伝と和田重郷伝の2つがあり、会津藩伝では「一刀流溝口派」、和田重郷伝では「溝口派一刀流」と呼称している。
会津藩の藩校である日新館には会津五流という五つの剣術流派（一刀流溝口派、安光流、太子流、真天流、神道精武流）が教授されていたが、そのうち、一刀流溝口派は藩主をはじめとする上級武士に教授された。会津藩に伝承された系統には現在全伝は現存せず、「左右転化出身之秘太刀」という組太刀のみ伝えられている。左右転化出身之秘太刀は、太刀技5本、小太刀技3本。名前の通り、相手の切り込みを左右にさばいて斬りつける変化技である。小刻みで滑るような足さばきが特徴。普段の稽古は木刀を用いて行う。免許以上になると刃引を使用でき、刀は2尺3寸が定寸。
和田重郷に伝承された系統は伝承の過程で槍術、杖術、柔術が派生した。しかし現存する和田重郷伝では剣術、杖術、柔術の三伝で、槍術は一部の型が口伝にて伝承されているだけである。

## 系譜
溝口派一刀流は、伊藤典膳忠也（忠也派一刀流）の弟子であった溝口新五左衛門正勝（溝口甚五左衛門正則）の弟子の和田与兵衛重郷らが起こした流派（溝口自身は溝口派を起こしておらず、溝口の弟子も忠也派を名乗る者と溝口派を名乗る者がいた）。
和田与兵衛重郷が伝承した系統と、溝口新五左衛門正勝の弟子であった伊藤正盛が伝承した系統がある。会津藩に伝承されたのは伊藤正盛伝。ただし、会津藩の食客であった伊藤正盛は会津藩士に皆伝する前に何らかの事情で会津を発ったため、会津藩伝の一刀流溝口派は不完全なものであった。その後、会津藩で一刀流溝口派を学んだ池上丈左衛門安道が工夫を重ねて完成させたため、会津伝一刀流溝口派は、実質的に池上安道が開祖であり、和田重郷伝の溝口派一刀流とは異なるものになった。このため研究者によっては会津伝を池上派一刀流と呼ぶこともある。明治以降、池上源次郎は溝口派一刀流の目録を持つ伝承者、塩川町の義兄長尾清吾道場（小野派一刀流門下・太子流剣術・渋川流柔術）、喜多方市で指導し、武田惣角とも関係があった。
会津にもたらされた溝口派一刀流は、溝口甚五左衛門正則から伊藤正盛が学び、伊藤正盛によって伝えられたものである。そして、一般には溝口新五左衛門正勝と溝口甚五左衛門正則は同一人物であるとされる。しかし、溝口新五左衛門正勝と溝口甚五左衛門正則は別人であるという説もあり、別人であるとすれば、そもそも和田与兵衛重郷が伝承した溝口派一刀流と会津藩に伝えられた一刀流溝口派は、最初から同名別流派と言うことになる。
和田与兵衛重郷が伝承した系統は伝承の過程で4代目宗家村上盛高により槍術と柔術が、6代目宗家金子光則の手により杖術がそれぞれ創られた。近代では大日本武徳会において、11代目宗家中村哮山が剣を振るっていた。

## 現状

### 会津藩伝
会津藩の一刀流溝口派は御留流（秘密流派）であったため、その存在は長く公にされなかった。戊辰戦争で多くの伝承者が命を失い、失伝した技も多い。戊辰戦争後に残った伝承者や技も、第二次世界大戦でさらに多くが失われた。現在残っている系統は、会津藩家老の萱野長修から井深宅右衛門に伝授され、井深宅右衛門から和田又四郎、その子の和田晋に受け継がれたものである。
和田晋は父から一刀流溝口派に伝承される7つの組太刀（払捨刀、真の真剣、真の本覚、真右足左足、真之妙剣、夢想剣、左右転化出身）を幼少の頃授けられたが、他見他言は無用という掟に従い、秘密にしてきた。しかし、一刀流溝口派が完全に失われることを憂い、1968年（昭和43年）に第14回全日本東西対抗剣道大会で公開した（仕太刀和田晋・打太刀好川忠）。公開時に覚えていたのは唯一、左右転化出身之秘太刀だけであり、他は失伝してしまった。
福島県会津若松市で剣道の高段者を中心に伝承され、現在は日本古武道協会にも加盟している（代表：長沼悟詮）。記録映像としては全日本剣道連盟で撮影した8ミリ映画、会津若松市役所で撮影した16ミリ映画がある。文章化したものに『一刀流溝口派左右転化出身秘太刀』（好川忠）がある。

### 和田重郷伝
現在伝承されている和田重郷伝溝口派一刀流は剣術、杖術、柔術のみで槍術は全伝存在せず、一部の型のみが伝承されているだけである。
現宗家は13代目を名乗っているが系譜、伝書を見る限り事実上は15代目と解釈するのが妥当である。
東京都新宿区で、現在も伝承している団体がある（代表：中村篤信斎）。